# Undervandsbaadens Hemmelighed
Undervandsbaadens Hemmelighed er en amerikansk stumfilm fra 1915 af George L. Sargent.

## Medvirkende
- Juanita Hansen som Cleo Burke.
- Tom Chatterton som Jarvis Hope.
- Hylda Hollis som Olga Ivanoff.
- Lamar Johnstone som Gerald Morton.
- George Clancey som Hook Barnacle.